# Triplite
La triplite è un minerale.